# Домбровский, Тадеуш
Тадеуш Домбровский (пол. Tadeusz Dąbrowski; род. 28 октября 1979, Эльблонг) — польский поэт, редактор.

## Биография и семья
Публиковался в крупнейших польских журналах, в периодике ФРГ, США, Великобритании, Испании, стран Балтии. Лауреат многих отечественных, зарубежных, международных стипендий и премий, в том числе — премии Фонда польской культуры (2006), премии Хуберта Бурды для молодых поэтов Восточной Европы (ФРГ, 2008), премии Фонда Косьцельских (2009), номинант крупнейшей национальной литературной премии Нике (2010).
Стихи Домбровского переведены на 17 языков, в том числе на русский (переводы Д. Кузьмина и И. Кулишовой).
Редактор литературного журнала Топос. Живёт в Гданьске.

## Книги
- Выпечка / Wypieki (Gdańsk, 1999)
- e-mail (Sopot, 2000)
- Мазурка / mazurek (Kraków, 2002)
- Te Deum (Kraków, 2005, переизд. 2008)
- Чёрный квадрат / Czarny kwadrat (Kraków, 2009, перевод на нём. — 2010, 2011, на англ. — 2011)